# Цихинский, Иосиф Флорианович
Иосиф Флорианович Цихинский (1842 — предположительно 1922) — белорусский лексикограф, корреспондент газеты «Наша нива», создатель самого большого словаря нового белорусского языка в середине XIX — начале XX века. 

## Биография
Иосиф Цихинский родился в 1842 году в дворянской семье на Рогачёвщине (на тот момент — Могилёвская губерния). Его родителями были Флориан и Антонина (в девичестве Цихинская) Цихинские, прихожане небольшого Антушевского костёла. Мать будущего учёного была владелицей деревни Мазалов в Рогачёвском уезде. Отец - бывшим штабс-капитаном российской армии. Их род, известный с XVI века, являлся ответвлением семьи Зеньковичей (Зенкевичей) герба «Секира» (Siekierz). Также он был внесён в алфавитный список дворянских родов, внесённых в родословные дворянские книги Могилёвской губернии, его вторую часть.
Известно, что Иосиф Флорианович окончил какое-то учебное заведение, однако вряд-ли ему удалось получить основательное образование. В 1862—1864 годах служил в Могилёвской палате государственных имуществ помощником в хозяйственном отделе, имея чин коллежского регистратора. Согласно с правилами того времени, для того чтобы получить следующий - губернского секретаря, нужно было выслужить три года, при безупречной службе — полтора. Цихинскому удалось его получить, однако вскоре от попал в отставку, вероятнее всего связанную с его «польским» происхождением.
25 января 1867 года Могилёвская контрольная палата послала прошение могилёвскому губернатору «допустить к занятиям по найму» отставного губернского секретаря Цихинского. Согласие губернатора, а затем и министерства внутренних дел было получено. Однако более никаких сведений о его дальнейшей карьере не выявлено.
В 1868 году, Цихинский заключил брак в Вородьковском римско-католическом костёле с Людмилой Яновской из имения Прусин (Комаровичская волость, Чериковский уезд). В 1869 году у семейной четы родилась дочь Ядвига, а в 1871 году — сын Казимир. Дети получили хорошее образование в российских столицах - Ядвига окончила Бестужевские курсы в Петербурге, Казимир — Петербургский Александровский кадетский корпус и Императорское Московское техническое училище.
В дальнейшем почти вся судьба и работа Цихинского были связаны с имением Прусин.
Революционные события 1917 года оказали большое влияние на жизнь Иосифа Цихинского. Переписывая словарь он потерял зрение и стал слепым и беспомощным. Революция лишила его имущества.
21 января 1922 года СНК БССР принял решение оказать единовременную помощь попавшим в крайнюю нужду белорусским учёным — Иосифу Цихинскому (с выплатой по городу Минску) и Евдокиму Романову (с выплатой по городу Ставрополю). Однако сведений о том, дошли ли деньги до учёного, нет.

## Biełaruska-polska-rasijski sloŭnik

### История создания словаря
Работу по сбору лексики белорусского для большого трёхъязычного «Biełaruska-polska-rasijskaga sloŭnika» мелкий помещик И. Цихинский начал ещё в 70-е годы XIX века. Она была завершена автором только в начале XX ст. Об этом свидетельствуют надписи, сделанные на страницах рукописи: над буквой Д (daliczania − dalikacicca) составитель отметил карандашом «1 styc. 1906» (рус. «1 янв. 1906 г.»), над буквой К (kaczacca — kaczan) «4 listap. 1906» ((рус. «4 нояб. 1906 г.»),). Исследователь Н.Ф. Гулицкий  отмечает своеобразность словарной работы, поскольку в ней используется трёхъязычие, что было обусловлено общественно-политическими условиями в Беларуси того времени. «Развитие словарного состава белорусского литературного языка в XIX ст.происходило в условиях существования в крае так называемого полилингвизма, когда русские и польские слова имели широкий доступ и белорусскому языку, обогащали его языковые и стилистические средства». Цихинский желал использовать богатства этих языков, тем не менее преимущественно опираясь на резервы белорусского".
Работа над словарём продолжалась несколько десятков лет, из-за этого автор потерял зрение. О темпе его работы свидетельствуют некоторые факты. С 1904 года он начал писать в следующем темпе: том А на каждом из  11 авторских листов по 16 страниц имеет даты: 1, 7, 9, 12, 16, 18, 20, 25 сентября, 8, 9, 19 октября 1905 года, 37 листов тома К написаны с 1 ноября 1906 года по 26 мая 1907 года; 96 листов тома Т (около 30 тыс. слов) написаны за год и т. д.). Последние записи имели место в 1918 году.
После 1917 года Цихинский тяжело заболел и в новых условиях не имел возможности издать рукопись. В 1921 г. словарь попадает в руки представителю научно-литературного отдела Народного комиссариата просвещения БССР. После основания Инбелкульта передан в библиотеку института. Шестнадцатитомная рукопись «Biełaruska-polska-rasijskaga sloŭnika» Цихинского на 641 авторских листах представлял  на тот момент главную  ценность этого учреждения. Учёный Н. Байков был хорошо знаком с материалами Цихинского и оценивал объём работы в 10 250 страниц (150 тысяч слов белорусского языка).

### Мегаструктура словаря
В мегаструктуру словаря Цихинского входят авторское предисловие и корпус лексических единиц. В качестве предисловия к рукописи автор привёл шесть кратких замечаний, которые относятся к написанию белорусских слов и иллюстрационного материала.

### Корпус словаря
Корпус словаря Цихинского содержит 125 тысяч реестровых слов. В сравнении с другими белорусскими переводными работами XIX —начала XX ст., названный словарь самый объёмный. Источники материала словаря пока  точно не выявлены.  Скорее всего учёный записывал то, что слышал от разных представителей белорусского народа того времени, одновременно активно изучая различную литературу. Слова в корпусе размещены согласно латинскому алфавиту, с частичным использованием алфавитно-гнездового способа, в  результате словарь достиг наибольшего охвата лексики, отразил её системные связи, потому-то в гнездо включались многие производные слова: dár, darénia, dareawánia, darawá́́́ć, darýe, padarúnak, abdárany, abdarénie, abdarawány, abdarawánia, abdarawánie, abdarówywanie, abdarawá́́́ ć, abdarówywá́́́ ć,abdarýć, abdarýcial, abdarýcialka, abdarýwać . Даже в сравнении со словарём Носовича, в  словаре Цихинского более совершенным способом выписаны деривативы: kachá́ć, pakacháć, zakacháć, kachácca, pakachácca, zakachácca, kachánaczak, kachánaczka, kachának, kachánka, kachánia, pakachánia, zakachánia, kachány, zakachány, kachánianki; коха́́ненький, коха́́нка, коха́́нне, коха́́нокъ, коха́́ный, коха́́ць, коха́́цься.
Словарные статьи были составлены согласно следующему принципу: номинация (у белорусской лексемы отмечено ударение), синонимы и лексические варианты (если они есть), пояснение, текстовая иллюстрация.
| Abábak (абабакъ)                                           | grzyb czarny                                                     | Березовикъ                                                                   |
| ---------------------------------------------------------- | ---------------------------------------------------------------- | ---------------------------------------------------------------------------- |
| Hryb zwyczajny jadomy szto najbolej rascieć u biareznikach | Grzyb pospolity, jedalny, rosnący przeważnie w lasach brzozowych | Обыкновенный грибъ, съедобный, растущий преимущественно въ лесахъ березовыхъ |
| Pryniasli ababkaŭ                                          | Przynieśli czarnych grzybów                                      | Принесли березовиковъ                                                        |

Как видно из приведённых примеров, к каждой лексеме даётся объяснение на соответствующем языке, чего не наблюдается в других белорусских словарях того времени (например, словаре Носовича), в котором белорусские лексемы объяснены по-русски.
Основу словаря составляет общеупотребительная лексика белорусского языка. Вместе с тем в нём отмечается много региональных слов, в основном с территории Восточной Беларуси: pożnia, pachać, piańka, але не толькі: milta, paranasznik, pajedzie. Одновременно в словаре можно найти множество лексем, которые могли существовать только в употреблении образованной, интеллигентной части белорусского общества: abacadła, lamantar, abacadlanik, abanament, abanawać, abaraniać и т. д..
Словарь Цихинского содержит и множество ономастических номинаций: топонимы (Albania, Abchazja, Hawana, Dancyh, названия мифологических существ (Minerwa, Jason), фамилии известных исторических деятелей, имена собственные (Albin, Aksiuta). Пояснения такого рода номинаций приближены к энциклопедическим статьям.
Особенную ценность и материал для изучения составляют ономастические названия, имеющие отношение к истории, культуре и этнографии Беларуси.
| Palésia(Паліеся) | Polesie | Полѣсье |
| --- | --- | --- |
| Palesica (Палѣсица) kraj szto lażyć pad wialikimi lasami, lasisty. Biarahi, koncy lasoŭ. Szmaty daŭnych wajawodztw: Bresko-Litoŭskoho, Wałyńskaho i Kijaŭskoho, szto najbolaj usiaho majuć lasoŭ. | Kraj pod wielkomo lasami leżący, lesisty. Brzegi, krańce lasów. Cześć dawnych województw: Bresko-Litewskiego, Wołyńskiego i Kijowskiego najwięcej obfitujących w lasy. | Край около большихъ лѣсовъ лежащий, лѣсной. Берега, концы лѣсовъ. Часть бывшихъ воеводствъ: Бреско-Литовского, Волынского и Киевского, болѣе всего изобильныхъ въ лѣса |

### Судьба рукописи
Впервые словарь Цихинского был описан лингвистом Николаем Байковым  ещё в 1922 года.
До Великой Отечественной войны Институт языковедения АН БССР с машинописной копии, сделанной в Москве, готовил словарь к изданию. Однако в 1941—1944 годах редакционные материалы словаря погибли в Минске вместе с другими научными ценностями Академии Наук. (4 тома на буквы В, Н, О, Р, около 3 тыс. страниц). Однако Цихинский создал два экземпляра словаря. Сохранившаяся часть рукописи отыскал в начале 1958 года младший научный сотрудник Института языковедения АН БССР А. А, Вержбовский. По его словам, во время войны рукопись попала в Вильнюс. После его освобождения  различные архивные материалы, среди которых находилась рукопись, в 1945 году были опечатаны  и в 1946 году распределены между Вильнюсским государственным университетом, Академией Наук ЛССР, Центральным архивом республики, а частично были отправлены в Минск.  Вержбовский сообщил о находке в польско-, литовско- и белорусскоязычных газетах. Позднее словарь был описан в научных статьях польской исследовательницы Эльжбеты Смулковой и белорусского лингвиста Николая Гулицкого, однако до наших дней 7 308 страниц рукописи в Вильнюсе остаются малоисследованными.
Сейчас рукописный трёхъязычный словарь Цихинского хранится в отделе рукописей и редких книг Библиотеки АН Литвы. Работа представляет собой большую ценность для исследователей всех трёх славянских языков – белорусского, польского и русского.

## Сотрудничество с газетой «Наша нива»
В 1906 году началось издание газеты «Наша нива», что дало начало «нашенивскому» этапу белорусского движения. Цихинский становится подписчиком газеты и её корреспондентом – всего в 1909−1912 годах были напечатаны три его сообщения.
Анализ текстов расширяет представления о взглядах Иосифа Флориановича – он был либеральным помещиком, выступая за развитие системы образования, парламентской демократии и земского самоуправления. Также он был резко против черносотенцев и насилия со стороны власти.
Большую популярность в среде «нашенивских» подписчиков имели ежегодные календари, издаваемые редакцией газеты. Письмо Иосифа Цихинского от 31 декабря 1909 года, содержит сведения о календарях «русскими буквами и польскими», высланных редакцией исследователю. В оригинале корреспонденции учёного в «НН» 1912 года есть просьба «выслаць …10 календароў, як будуць надрукаваны…» (рус. «выслать … 10 календарей, когда будут напечатаны»).
Упомянутые документы свидетельствуют о том, что Цихинский стремился не только собрать богатство белорусской лексики, но и распространить печатное народное слово.